# Центральный Кыргызстан
Центральный экономический район Киргизии занимает территорию двух областей — Иссык-Кульской и Нарынской.
Это самый крупный по территории (45,4 % площади Киргизии), но самый маленький по численности населения (13,7 % населения страны) район. Здесь также минимальна плотность жителей — 7,3 человека на 1 км². Доля горожан в населении примерно такая же, как и па юге, 26 %. Тяжёлые условия освоения, плохая транспортная доступность привели к тому, что район по экономическому потенциалу всегда находился на последних местах. Природные ресурсы этой территории до сих пор ещё недостаточно изучены.
Более развита в районе Иссык-Кульская область. В ней представлены дающие сейчас максимальную прибыль для страны предприятия цветной металлургии (золото, олово). Машиностроение, как и повсюду в Киргизии, испытывает серьёзные трудности. В пищевой промышленности выделяется рыбная подотрасль.
Нарынская область — самая экономически отсталая. Все отрасли промышленности в ней ориентировались на местное потребление. Исключение составляет добыча угля. Сельское хозяйство Центрального экономического района представлено экстенсивными отраслями. Это овцеводство, мясо-молочное скотоводство. Территория отличается преобладанием пастбищ над другими видами угодий. При этом, значительную долю пастбищ можно использовать в течение всего пастбищного цикла, то есть круглогодично. В перспективе территория может стать крупным рекреационным объектом, поскольку в ней возможно сочетание различных видов туризма на достаточно небольшой территории (отдых на побережье озера, альпинизм, бальнеологический отдых).
Самый крупный город района центр Иссык-Кульской области — Каракол (бывший Пржевальск). Основанный в 1869 году как военно-административный пункт, Каракол долгое время служил центром приёма переселенцев, поэтому в восточных районах области повышена доля славянского населения. В 1889 году город был переименован в честь H. М. Пржевальского, умершего здесь в 1888 году, в Пржевальске. В зависимости от политических веяний город неоднократно менял эти названия друг на друга. На могиле русского учёного в посёлке Пристань-Пржевальск (12 км от Каракола) стоит обелиск, выполненный скульптором И. Н. Шредером в 1894 году. В Караколе сохранилось несколько культовых и административных зданий конца XIX века. В советские времена город специализировался на выпуске продукции машиностроения. Сейчас его предприятия испытывают большие трудности.